# سدة الكوفة
سدة الكوفة هي سدة تقع في بابل في العراق وهي أحد اجزاء مشروع ري مدينتي كفل – شنافية المتضمن تنظيم الري والبزل للأراضي المروية من شط الكوفة وشط العباسية البالغ مساحتها 550 الف دونم يبلغ التصريف التصميمي للسدة 1400 م 3/ثا بمنسوب مقدمها البالغ 25.70 م فوق سطح البحر عدد فتحات السدة 7 أبعاد كل منها 12.00×6.30 م ولها بوابات حديدية شعاعية وتوجد في الموقع محطة للطاقة الكهرومائية= وبعد إنشاء سدة الكوفة أمكن التحكم بتصاريف المياه التي تمر عبر نهر الفرات بما يؤمن نجاح الخطط الزراعية السنوية حيث يتم تقنين المياه بنسبة 40% من الكميات التي كانت تطلق قبل إنشاء السدة وأمكن نجاح الخطط الزراعية بكمية أقل من المياه فضلاً عن إخراج أراضي زراعية جديدة كانت تغمر بالمياه وتنسلخ من الخطط الزراعية السنوية. أنجز المشروع كاملا عام 1988.

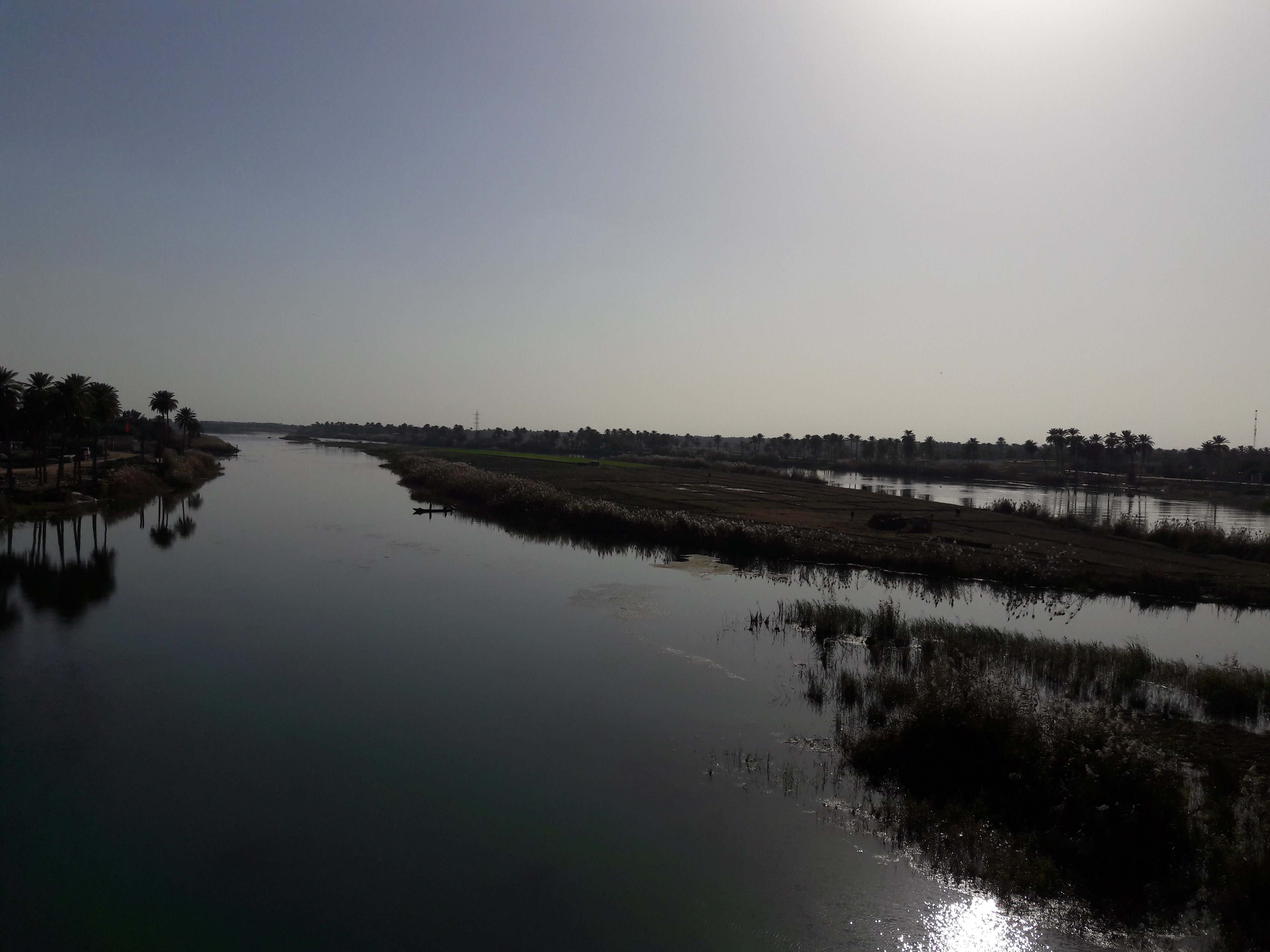
جزيرة في نهر الفرات (شط الهندية) قبالة قضاء الكفل قرب سدة الكوفة وسدة الهندية

يوجد في السدة محطة كهربائية متكونة من 4 وحدات توليدية ليكون إجمالي إنتاج المحطة (5.44 ميكاواط) ،أُنجزت المحطة كاملة عام 1987 من قبل شركة Voith الألمانية .